# Eumaeus peruviana
Eumaeus peruviana är en fjärilsart som beskrevs av Percy I. Lathy 1926. Eumaeus peruviana ingår i släktet Eumaeus och familjen juvelvingar. Inga underarter finns listade i Catalogue of Life.